# Kulstötning
Kulstötning eller kula är en kastgren inom friidrott. I kulstötning ska man från en ring med 2,135 m diameter stöta en massiv metallkula så långt som möjligt. För herrar väger kulan 7,26 kg (16 engelska pund) och för damer 4,0 kg.
För barn gäller:
- Pojkar: ≤13 år: 3 kg; 14-15: 4 kg; 16-17: 5 kg; 18-19 år: 6 kg; ≥20 år: 7,26 kg
- Flickor: ≤13 år: 2 kg, 14-17 år: 3 kg; ≥18 år: 4 kg

## Teknik
I professionella sammanhang använder kulstötare två vitt skilda tekniker. Dessa är glidteknik och rotationsteknik. I regel är det en fördel att som nybörjare använda sig av glidtekniken. En kulstötare siktar på att få en utstöt på cirka 40 grader, eftersom nedfallsvinkeln då blir cirka 45 grader. Alla har olika utfallsvinklar eftersom alla har en unik muskelsammansättning. En stöt med låg utfallvinkel bidrar till att bröstmuskulaturen kan arbeta effektivare. Därför är det vanligt att nybörjare brukar kunna ha en utfallsvinkel på cirka 35 grader. Exempel har även kunnat bevisa motsatsen när en världskänd kulstötare fick till sina bästa stötar med en vinkel på cirka 55 grader. Hur långt kulan når beror på hastigheten när kulan lämnar handen.

## Utförande glidteknik (högerhänt)
Glidteknik uppfanns i USA år 1876 och är tillsammans med Rotationsteknik den mest framgångsrika ”stöt-tekniken” inom kulstötning. Från början innebar stilen att man stod längst bak i ringen med kulan vilande mot den axel som var vänd bort från stötriktningen och ”gled” sedan fram med ett hopp i sidled för att vid själva stöten vrida kroppen 90 grader i stötriktningen. Den nuvarande glidtekniken introducerades av Patrick O'Brien 1951 och innebär en vändning på 180 grader i stället för 90. Man står vänd från stötriktningen och belastar höger ben medan vänster ben skjuts bak bakom brädan vänd åt höger om skjutriktningen. Höger ben följer med rörelsen och landar i centrum av ringen med foten pekande åt samma håll som vänsterfoten. Det som är viktigt att tänka på är att vinkeln mellan marken på utstötssidan av högerbenet och högerbenet själv måste vara mindre än 90 grader så att kraften blir större istället för mindre. Om man gör rätt i denna fasen ska kraften öka enormt då man samtidigt vänder midjan framåt och trycker ifrån med höger ben. Nästa fas är utstöten och då är det viktigt att inte stanna rörelsen utan fortsätta. Under stöten belastas även vänster ben mycket och för att inte trampa över överför man kraften på höger ben och låter överkroppens rörelse fortsätta mot vänster.

## Bildgalleri över några av kulstötningens viktigaste faser

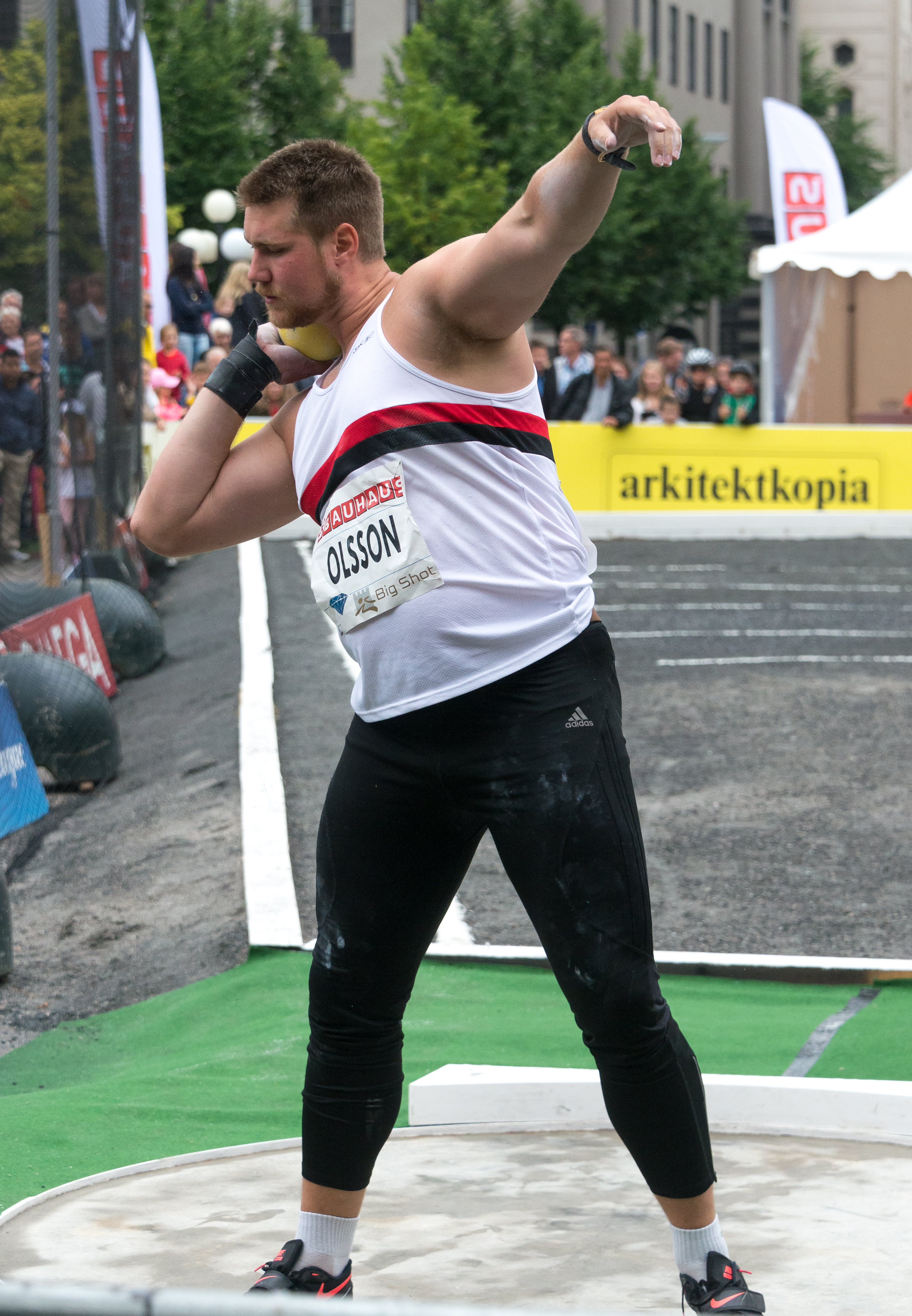
Utgångsställning
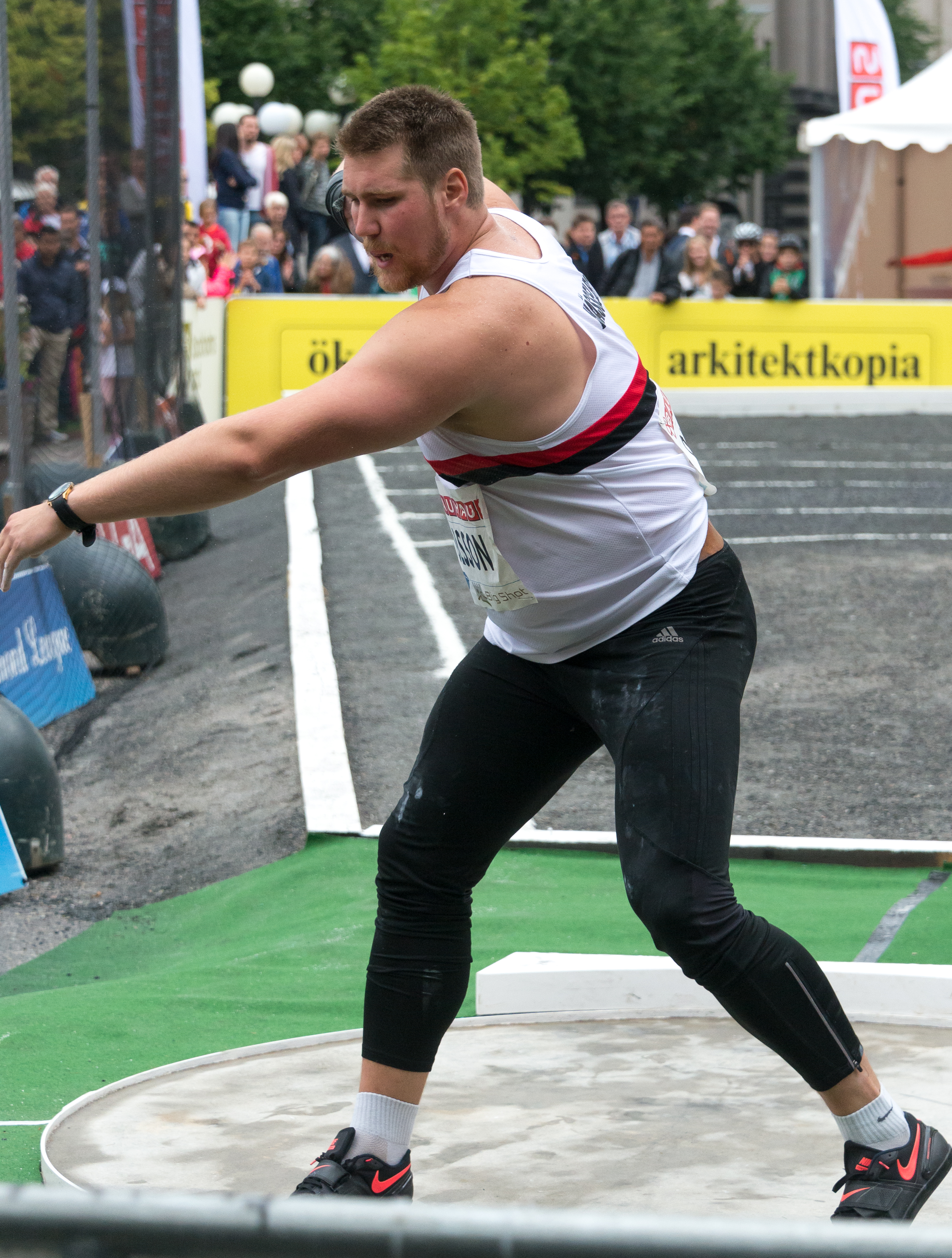
Startfas
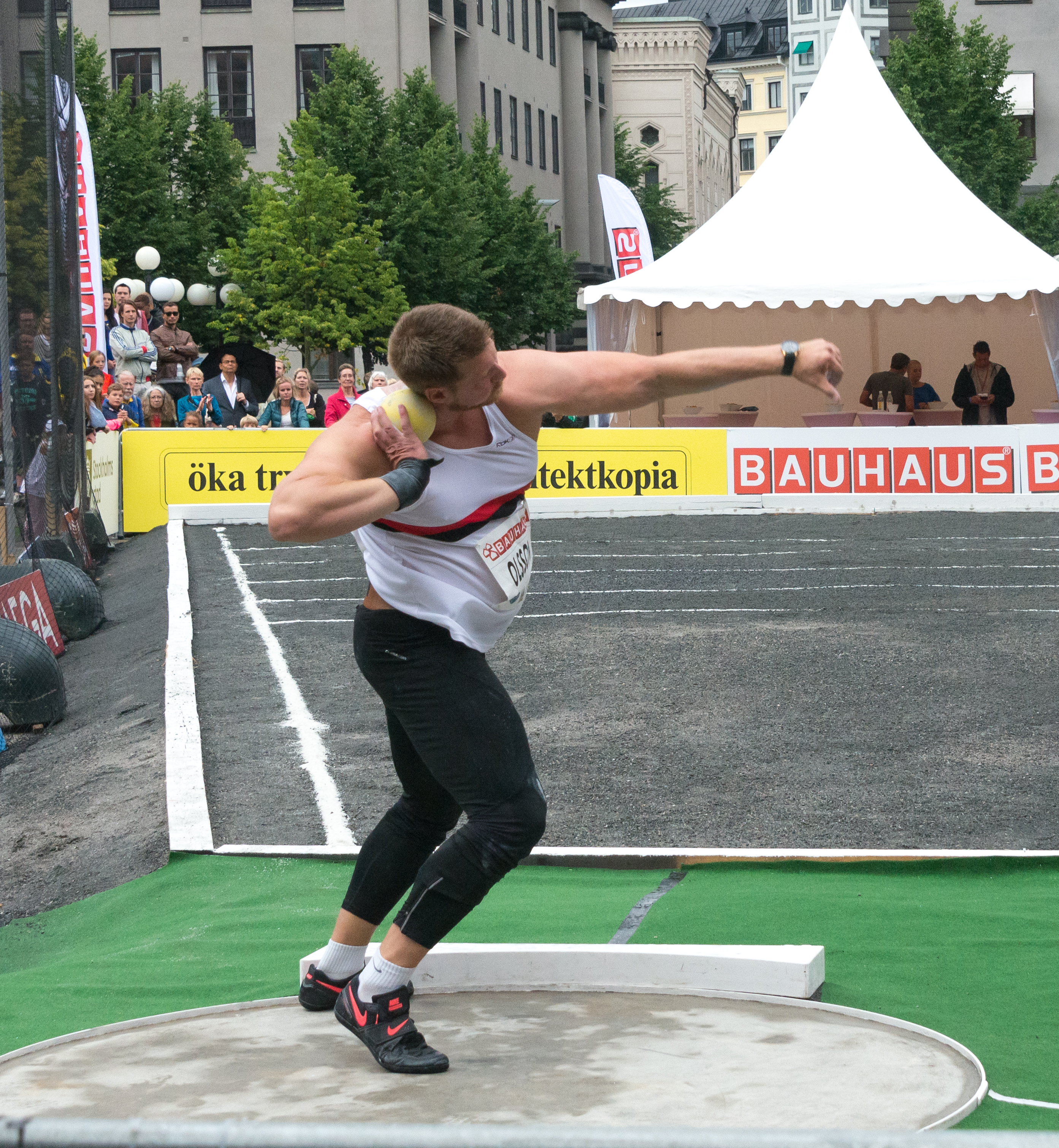
Slagläge
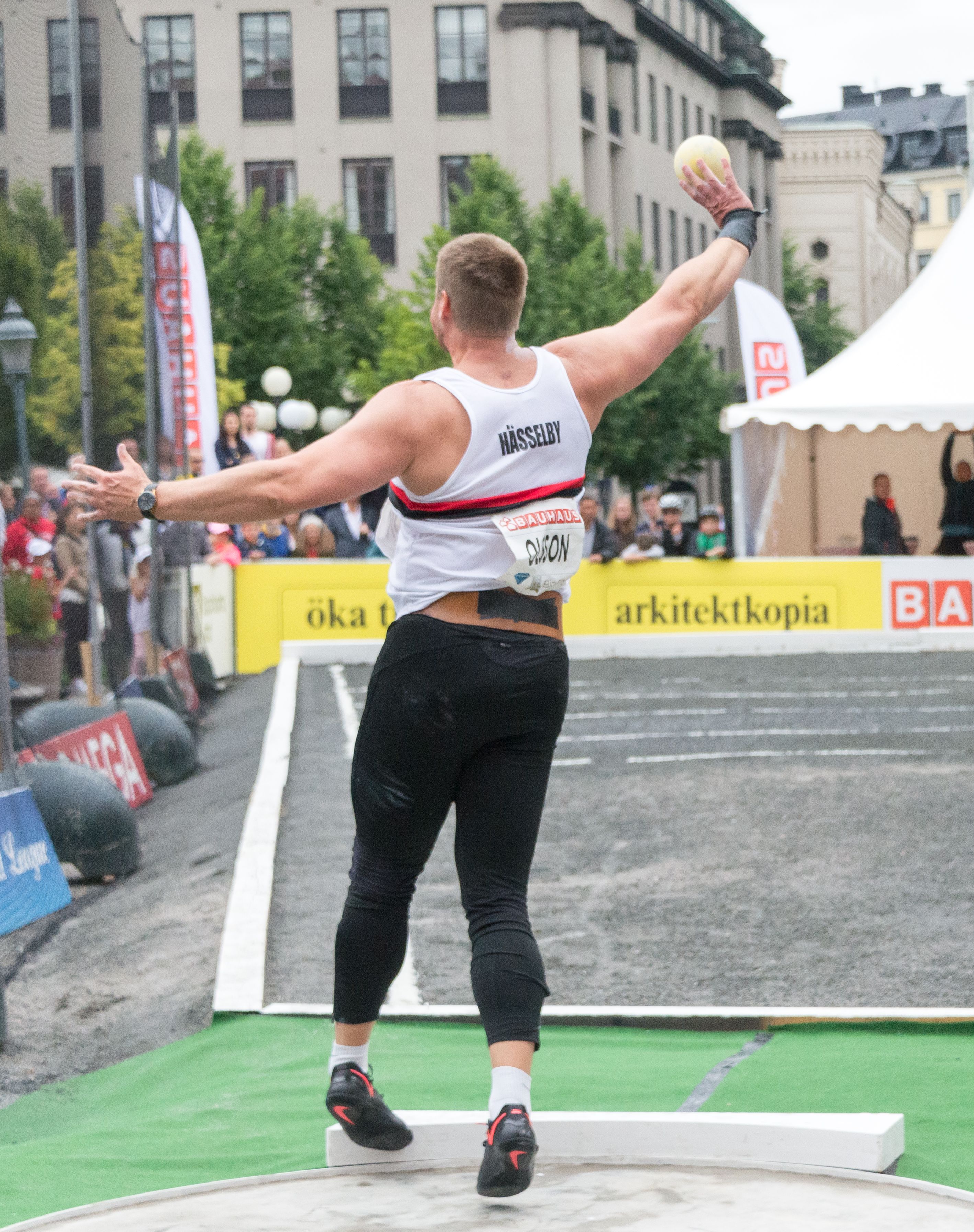
Utstöt
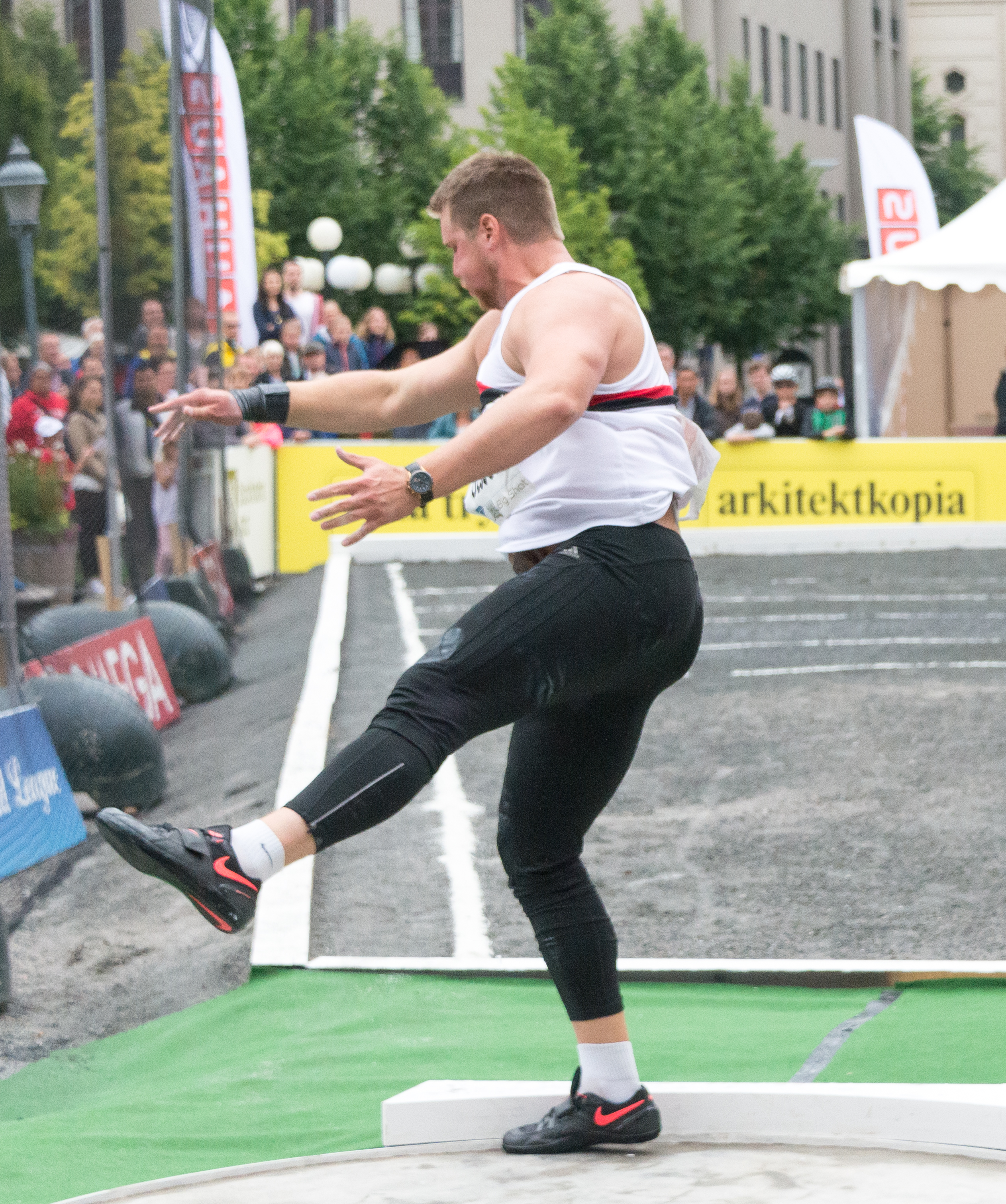
Efterrotation

## Träning
En professionell kulstötare tränar styrke- och spänstträning, snabbhet och teknik. Många tränar cirka 12 pass i veckan och varje pass är effektivt och består av kvalitativ träning upp till max 2 timmar/pass. Det är inte ovanligt att kulstötare i världssammanhang är närmare 2,10 m långa och 150 kg tunga. Kulstötare som använder sig av rotationstekniken är oftast kortare.

## Världsrekord, män
Uppdaterat den 19 juni 2021 
| Område       | Resultat    | Tävlande                      | Land         | Stad, datum                     |
| ------------ | ----------- | ----------------------------- | ------------ | ------------------------------- |
| Världsrekord | 23,38 meter | Ryan Crouser                  | USA          | Eugene, Oregon 18 februari 2023 |
| Afrika       | 21,97 meter | Janus Robberts                | Sydafrika    | Eugene 2 juni 2001              |
| Asien        | 21,13 meter | Sultan Abdulmajeed Al-Habashi | Saudiarabien | Doha 8 maj 2009                 |
| Europa       | 23,06 meter | Ulf Timmermann                | Östtyskland  | Chania 22 maj 1988              |
| Nordamerika  | 23,38 meter | Ryan Crouser                  | USA          | Eugene, Oregon 18 februari 2023 |
| Oceanien     | 22,90 meter | Tomas Walsh                   | Nya Zeeland  | Doha 5 oktober 2019             |
| Sydamerika   | 22,61 meter | Darlan Romani                 | Brasilien    | Palo Alto 30 juni 2019          |

### Mästerskapsrekord
| Tävling          | Resultat    | Tävlande       | Land    | Stad, datum               |
| ---------------- | ----------- | -------------- | ------- | ------------------------- |
| Olympiskt rekord | 23,30 meter | Ryan Crouser   | USA     | Tokyo 5 augusti 2021      |
| VM-rekord        | 22,91 meter | Joe Kovacs     | USA     | Doha 5 oktober 2019       |
| EM-rekord        | 22,22 meter | Werner Günthör | Schweiz | Stuttgart 28 augusti 1986 |

### 10 i topp
| Rank | Res.        | Namn           | Nation      | Datum            | Plats    |
| ---- | ----------- | -------------- | ----------- | ---------------- | -------- |
| 1.   | 23,38 meter | Ryan Crouser   | USA         | 18 februari 2023 | Eugene   |
| 2.   | 23,37 meter | Ryan Crouser   | USA         | 18 juni 2021     | Eugene   |
| 3.   | 23,30 meter | Ryan Crouser   | USA         | 5 augusti 2021   | Tokyo    |
| 4.   | 23,23 meter | Joe Kovacs     | USA         | 7 september 2022 | Zürich   |
| 5.   | 23,15 meter | Ryan Crouser   | USA         | 21 augusti 2021  | Eugene   |
| 6.   | 23,12 meter | Randy Barnes   | USA         | 20 maj 1990      | Westwood |
|      | 23,12 meter | Ryan Crouser   | USA         | 24 juni 2022     | Eugene   |
| 8.   | 23,10 meter | Randy Barnes   | USA         | 26 maj 1990      | San Jose |
| 9.   | 23,06 meter | Ulf Timmermann | Östtyskland | 22 maj 1988      | Chania   |
| 10.  | 23,02 meter | Ryan Crouser   | USA         | 28 maj 2022      | Eugene   |

## Världsrekord, kvinnor
Uppdaterat den 1 oktober 2019 
| Område       | Resultat    | Tävlande                  | Land          | Stad, datum                |
| ------------ | ----------- | ------------------------- | ------------- | -------------------------- |
| Världsrekord | 22,63 meter | Natalja Lisovskaja        | Sovjetunionen | Moskva 7 juni 1987         |
| Afrika       | 18,43 meter | Vivian Peters-Chukwuemeka | Nigeria       | Walnut 19 april 2003       |
| Asien        | 21,76 meter | Meisu Li                  | Kina          | Shijiazhuang 23 april 1988 |
| Europa       | 22,63 meter | Natalja Lisovskaja        | Sovjetunionen | Moskva 7 juni 1987         |
| Nordamerika  | 20,96 meter | Belsy Laza                | Kuba          | Mexico City 2 maj 1992     |
| Oceanien     | 21,24 meter | Valerie Adams             | Nya Zeeland   | Daegu 29 augusti 2011      |
| Sydamerika   | 19,30 meter | Elisângela Adriano        | Brasilien     | Tunja 14 juli 2001         |

### Mästerskapsrekord
| Tävling          | Resultat    | Tävlande           | Land          | Stad, datum              |
| ---------------- | ----------- | ------------------ | ------------- | ------------------------ |
| Olympiskt rekord | 22,41 meter | Ilona Briesenick   | Östtyskland   | Moskva 24 juli 1980      |
| VM-rekord        | 21,24 meter | Natalja Lisovskaja | Sovjetunionen | Rom 5 september 1987     |
| EM-rekord        | 21,69 meter | Vita Pavlysj       | Ukraina       | Budapest 20 augusti 1998 |

### 10 i topp
| Rank | Res.        | Namn               | Nation        | Datum           | Plats        |
| ---- | ----------- | ------------------ | ------------- | --------------- | ------------ |
| 1.   | 22,63 meter | Natalja Lisovskaja | Sovjetunionen | 7 juni 1987     | Moskva       |
| 2.   | 22,45 meter | Ilona Slupianek    | Östtyskland   | 11 maj 1980     | Potsdam      |
| 3.   | 22,32 meter | Helena Fibingerová | Tjeckien      | 20 augusti 1977 | Nitra        |
| 4.   | 22,19 meter | Claudia Losch      | Österrike     | 23 augusti 1987 | Hainfeld     |
| 5.   | 21,89 meter | Ivanka Khristova   | Bulgarien     | 4 juli 1976     | Belmeken     |
| 6.   | 21,86 meter | Marianne Adam      | Östtyskland   | 23 juni 1979    | Leipzig      |
| 7.   | 21,76 meter | Li Meisu           | Kina          | 23 april 1988   | Shijiazhuang |
| 8.   | 21,73 meter | Natalja Akhrimenko | Ryssland      | 25 maj 1988     | Leselidze    |
| 9.   | 21,69 meter | Vita Pavlysj       | Ukraina       | 20 augusti 1998 | Budapest     |
| 10.  | 21,66 meter | Sui Xinmei         | Kina          | 9 juni 1990     | Peking       |